# Tweede Leeghwaterstraat 7-9
Leeghwaterstraat 7-9 te Amsterdam is een oud schoolgebouw op de Oostelijke Eilanden te Amsterdam-Centrum.
Door de snelle groei van de arbeiderswijk Czaar Peterbuurt werden er in die buurt ook scholen uit de grond gestampt. In deze wijk werd aanbesteed school nr. 44 aan de Kraijenhoffstraat hoek Tweede Leeghwaterstraat aanbesteed. De school zou door haar afwijkende rooilijn een knik veroorzaken in de Kraijenhoffstraat (een Tweede Kraijenhoffstraat was in het leven geroepen, maar die naam werd 1906 ingetrokken). De klaslokalen bevonden zich aan de Tweede Leeghwaterstraat, de ingang en het gymlokaal aan de Kraijenhoffstraat. In mei 1886 werd de school officieel geopend. Het ontwerp van de school kwam van de Publieke Werken waar destijds stadsarchitect Bastiaan de Greef en zijn assistent Willem Springer verantwoordelijk waren voor de scholen. Echter op de ontwerpen werden destijds geen namen genoteerd. De Greef was trouwens ook verantwoordelijk voor een groot deel van den arbeiderswoningen aan de Kraijenhoffstraat en Blankenstraat. Het aantal leerlingen steeg zodanig, dat er na een aantal jaren een noodschool aan de overzijde van de Tweede Leeghwaterstraat bijgeplaatst moest worden, maar die bleek niet stevig genoegd. In 1898 werd een aanbesteding gedaan voor een uitbreiding van de school langs de Kraijenhoffstraat, zodat zij uiteindelijk 600 leerlingen kon herbergen. Dat de situatie nijpend was blijkt uit het feit dat in de Oostenburgermiddenstraat gelijktijdig een nieuwe school werd neergezet.
In 1933 is de situatie geheel gewijzigd. Wegens een tekort aan leerlingen oppert de gemeenteraad om de school, dan Conradschool te sluiten. De Leeghwaterschool die in hetzelfde gebouw zat ging nog een tijdje door, vermoedelijk tot beginjaren tachtig. Een van de leerlingen was Cor Jaring. In 2017 herbergt het al een aantal jaren de "Vereniging Werk- en Woongemeenschap Oostenburg". Sinds 2005 is het een gemeentelijk monument.